# Vigía del Fuerte
Vigía del Fuerte es un municipio de Colombia, localizado en la zona de Urabá en el departamento de Antioquia. Limita por el norte con el municipio de Murindó, por el Este con los municipios de Frontino y Urrao y por el sur y oeste con el departamento de Chocó. Su cabecera dista 303 kilómetros de la ciudad de Medellín, capital del departamento de Antioquia. Tiene una extensión de 1.780 kilómetros cuadrados.

## Toponimia
Nombres antiguos del municipio: Inicialmente el caserío se llamaba Murrí. Este nombre indica “Atalaya”, expresión militar antigua que significa "torre alta" para vigilar hacia el exterior de una fortaleza. El antiguo nombre de Murrí fue reemplazado por el actual, Vigía del Fuerte, debido a que durante la guerra de la Independencia, las fuerzas patriotas levantaron una fortaleza en este municipio.
El carácter histórico y social de esta población es el de “vigilancia”.

## División Político-Administrativa
Además de su Cabecera municipal. Vigía del Fuerte tiene bajo su jurisdicción los siguientes corregimientos (de acuerdo a la Gerencia departamental):
- Buchadó
- La Playa de Murrí
- Loma Murrí
- Palo Blanco
- San Alejandro
- San Antonio de Padua
- San Miguel
- Vegáez

### Resguardos Indígenas
Quedan varios resguardos indígenas en el municipio: Ríos Apartadó y Jengadó, Río Jarapetó, El Salado y Guaguandó

## Historia

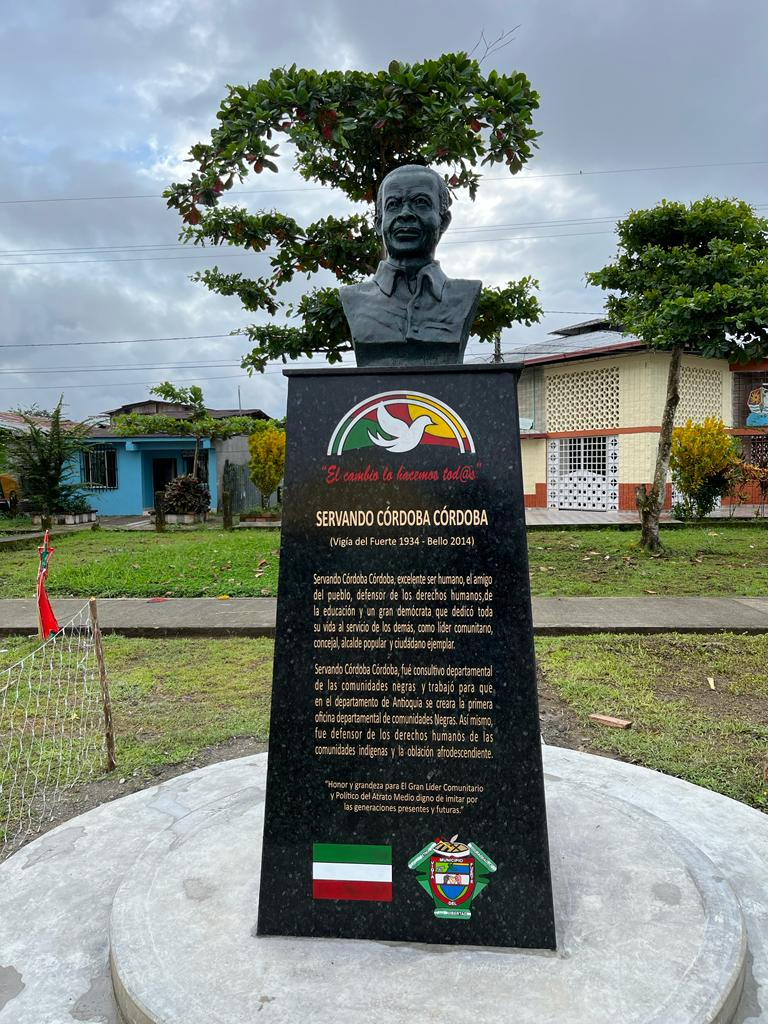
Busto de Servando Córdoba Córdoba, uno de los impulsores de la erección de Vigía del Fuerte como municipio.

En 1711, fugitivos de Quibdó, Lloró, Bebará, Todó y otros pueblos chocoanos fundaron a Vigía del Fuerte con el nombre de Murrí. 
Durante las guerras de la Independencia,Murrí se convirtió en un sitio estratégico de los españoles, para estar sobre aviso de los ataques patriotas, cuando en 1820 la población fue sitiada y tomada por los españoles. Posteriormente se convirtió en un fortín patriota, y fue entonces cuando tomó el nombre de Vigía del Fuerte. 
El distrito ha cambiado de dueños entre Chocó y Antioquia varias veces. Al respecto citamos la historia:  "En diciembre de 1847 los territorios de Urabá fueron cedidos al Chocó y en 1848 Tomás Cipriano de Mosquera se los restituyó a la Provincia de Antioquia. En 1850 el General José Hilario López le entregó de nuevo al Chocó la zona de Urabá y esta situación duró hasta 1900, cuando definitivamente se le devolvió Urabá a Antioquia. A comienzos del siglo XX se impuso en la zona la explotación de Caucho, Raicilla y Tagua. En 1908 se trasladó la cabecera de Vigía del Fuerte a Murindó. 
En marzo de 1911 se creó la Provincia de Urabá, con cabecera en Turbo, y a ella pertenecía Murindó. En 1913 se trasladó la cabecera del Distrito de Murindó a Vigía del Fuerte con este último nombre. En 1914 Murindó volvió a tener cabecera propia. Vigía del Fuerte se erigió como municipio en 1983.

## Generalidades
- Fundación: El 1 de octubre de 1815
- Erección en municipio, Ordenanza 6 de 1983
- Fundadores:  Cervando Còrdoba, José del C. Córdoba
- Apelativo: Mirador del Río Atrato.

El municipio es un puerto fluvial sobre el río Atrato y tiene un pequeño aeropuerto.
Esta pequeña villa, de población principalmente negra como las demás de la región, es difícilmente accesible, y llegar hasta ella puede lograrse básicamente por río o aire. Vigía del Fuerte posee un rudimentario aeropuerto para este fin.
Pese a todo, este municipio, enclavado en el corazón del Atrato, está rodeado de una vegetación exuberante de selva tropical. Especies animales y vegetales silvestres de singular belleza conviven en medio de una región reconocida por su biodiversidad y sus múltiples fuentes de agua, lugares de visita obligada para los visitantes que se acercan a la zona.

## Demografía
Población Total: 9 093 hab. (2018)
- Población Urbana: 3 102
- Población Rural: 5 991

Alfabetismo: 58.7% (2005)
- Zona urbana: 24,6%
- Zona rural: 75.4%

### Etnografía
Según las cifras presentadas por el DANE del censo 2005, la composición etnográfica del municipio es: 
- Afrocolombianos (91,4%)
- Indígenas (5,7%)
- Mestizos & blancos (2,9%)

## Economía
- Agricultura: Plátano, banano, coco, arroz, achiote, borojó, chontaduro, maíz y yuca,
- Explotación de madera
- Pescado y pesca artesanal
- Ganadería tradicional.

## Gastronomía
- Especialidad local en dulces y cocadas. Por otra parte, también frutos exóticos como el borojó y otro que los niños consiguen en la selva que llaman huevadetoro. También el pescado, como barbudo, quicharo y doncella.
- Alguna comida paisa y asados.

## Fiestas
- En Buchadó, fiestas de la Virgen del Carmen los 16 de julio. En San Antonio de Padua, el 13 de junio
- Fiestas patronales de la Virgen de las Mercedes en septiembre. 20 al 25 de septiembre

## Patrimonio histórico artístico y destinos ecológicos
- Parque Principal, para adquisición de artesanías típicas locales como molas
- Iglesia parroquial; tiene forma octogonal
- Los palafitos o viviendas típicas levantadas en zancos de madera. Son construcciones de un solo nivel hechas con madera y techos de zinc. También utilizan guadua, esterilla, latas, bahareque, bloque, ladrillo o piedra; para los pisos, tierra, cemento, baldosa o vinilo.

Destinos campestres y ecológicos:
- Las comunidades indígenas, que viven en tambos
- Ciénaga de Bojayá, a hora y media en lancha, para excursionar por la selva virgen
- Ciénaga de Buchadó, en el corregimiento del mismo nombre, para aficionados a la pesca; sitio para la búsqueda de barbudo, el chicharo o el moinholo. Acá se puede practicar el ecoturismo; la ciénaga posee valiosos recursos madereros
- Río Jarapetó, lugar de habitación de indígenas Emberá.